# Che Liji
Pour les articles homonymes, voir Che (homonymie).
Che Liji (chinois : 彻里吉 ; pinyin : chè lǐjí) est un roi de la tribu des Qiang occidentaux. Lors de la première campagne militaire de Zhuge Liang contre les Wei, il reçoit une requête de Cao Zhen afin d’attaquer les Shu, créant ainsi diversion. Il répond à la demande en mobilisant une armée de 250 000 guerriers Qiang dirigée par Yue Ji et Ya Dan. Toutefois, l’armée des Qiang est totalement défaite par une ruse de Zhuge Liang lors d’une tempête de neige.